# Tapinocyboides
Tapinocyboides es un género de arañas araneomorfas de la familia Linyphiidae. Se encuentra en la zona paleártica y la India.

## Lista de especies
Según The World Spider Catalog 12.0:
- Tapinocyboides bengalensis Tanasevitch, 2011
- Tapinocyboides pygmaeus (Menge, 1869)